# Jacqueline Rouvier
Jacqueline Rouvier (* 26. Oktober 1949 in Notre-Dame-de-Bellecombe) ist eine ehemalige französische Skirennläuferin. Sie war vor allem in den Disziplinen Abfahrt und Riesenslalom erfolgreich. Sie gewann ein Rennen im Weltcup sowie eine Bronzemedaille bei den Weltmeisterschaften 1974.

## Biografie
Rouvier gehört zu jenen Athletinnen, die in der ersten Weltcupsaison 1967 Rennen bestritten. Die ersten Weltcuppunkte holte sie am 3. März 1967 als Zehnte der Abfahrt von Sestriere. Im dominierenden französischen Team jener Jahre fiel sie zunächst eher wenig auf. Dies änderte sich ab der Saison 1970/71, als sie mehrere Podestplatzierungen erzielte. Ihren einzigen Weltcupsieg feierte sie am 11. Dezember 1971 bei der Abfahrt in Val-d’Isère.
Die Saison 1971/72 musste Rouvier verletzungsbedingt vorzeitig beenden, so dass sie die Olympischen Winterspiele in Sapporo verpasste. Ende 1972 etablierte sie sich wieder an der Weltspitze. Bei den Weltmeisterschaften 1974 in St. Moritz gewann sie die Bronzemedaille in der Abfahrt. Auch in der Saison 1974/75 musste sie eine längere Verletzungspause einlegen. Nach den Olympischen Winterspielen 1976 in Innsbruck, wo sie Sechste in der Abfahrt und Zehnte im Riesenslalom geworden war, trat sie zurück.

## Erfolge

### Olympische Spiele
- Innsbruck 1976: 6. Abfahrt, 10. Riesenslalom

### Weltmeisterschaften
- St. Moritz 1974: 3. Riesenslalom, 12. Abfahrt

### Weltcup
- Saison 1970/71: 7. Gesamtwertung, 4. Abfahrtswertung, 6. Riesenslalomwertung
- Saison 1971/72: 6. Abfahrtswertung
- Saison 1972/73: 7. Gesamtwertung, 3. Abfahrtswertung, 9. Riesenslalomwertung
- Saison 1973/74: 6. Abfahrtswertung
- 13 Podestplätze, davon 1 Sieg:

| Datum             | Ort         | Land       | Disziplin |
| ----------------- | ----------- | ---------- | --------- |
| 11. Dezember 1971 | Val-d’Isère | Frankreich | Abfahrt   |

### Französische Meisterschaften
- Französische Meisterin in der Abfahrt und im Riesenslalom 1971

### Weitere Erfolge
- Kombinationssieg des »Kriteriums des ersten Schnees« in Val-d’Isère (7. bis 9. Dezember 1972)[1]